# Regionalwahl in Sizilien 2012
- M5S: 15
- IM-LC: 5
- PD: 14
- UDC: 11
- PdS: 10
- GS: 5
- CP: 4
- PdL: 12
- LM: 4

Die Regionalwahl in Sizilien 2012 fanden am 28. Oktober 2012 statt. Nach der Wahl wurde Rosario Crocetta zum Präsidenten der Region Sizilien gewählt.
Die Wahl fand bereits vor dem Ende der damals aktuellen Legislaturperiode statt, nachdem Präsident Raffaele Lombardo zurückgetreten war. Die für den April 2013 vorgesehene Wahl wurde somit auf den 28. Oktober 2012 vorgezogen.

## Wahlergebnis
| Kandidaten                                       | Kandidaten              | Stimmen   | %    | Listen                           | Stimmen   | %    | Mandate |
| ------------------------------------------------ | ----------------------- | --------- | ---- | -------------------------------- | --------- | ---- | ------- |
|                                                  | Rosario Crocettagewählt | 617.073   | 30,5 | Partito Democratico              | 257.274   | 13,4 | 14      |
| Unione di Centro                                 | Rosario Crocettagewählt | 617.073   | 30,5 | 207.827                          | 10,8      | 11   |         |
| Crocetta Presidente                              | Rosario Crocettagewählt | 617.073   | 30,5 | 118.346                          | 6,2       | 5    |         |
| Unione Democratica per i Consumatori             | Rosario Crocettagewählt | 617.073   | 30,5 | 100                              | 0,0       | –    |         |
| Mandate der Listengruppe                         | Rosario Crocettagewählt | 617.073   | 30,5 | –                                | –         | 9    |         |
| ↳ Gesamt                                         | Rosario Crocettagewählt | 617.073   | 30,5 | 583.547                          | 30,5      | 39   |         |
|                                                  | Sebastiano Musumeci     | 521.022   | 25,7 | Il Popolo della Libertà          | 247.351   | 12,9 | 12      |
| Cantiere Popolare                                | Sebastiano Musumeci     | 521.022   | 25,7 | 112.169                          | 5,9       | 5    |         |
| Nello Musumeci Presidente                        | Sebastiano Musumeci     | 521.022   | 25,7 | 107.397                          | 5,6       | 4    |         |
| Alleanza di Centro                               | Sebastiano Musumeci     | 521.022   | 25,7 | 5.017                            | 0,3       | –    |         |
| Nicht gewählte Direktkandidat                    | Sebastiano Musumeci     | 521.022   | 25,7 | –                                | –         | 1    |         |
| ↳ Gesamt                                         | Sebastiano Musumeci     | 521.022   | 25,7 | 471.934                          | 24,6      | 22   |         |
|                                                  | Giancarlo Cancelleri    | 368.006   | 18,2 | Movimento 5 Stelle               | 285.202   | 14,9 | 15      |
|                                                  | Gianfranco Miccichè     | 312.112   | 15,4 | Partito dei Siciliani – MPA      | 182.596   | 9,5  | 9       |
| Grande Sud                                       | Gianfranco Miccichè     | 312.112   | 15,4 | 115.444                          | 6,0       | 5    |         |
| Nuovo Polo per la Sicilia – FLI – MPS            | Gianfranco Miccichè     | 312.112   | 15,4 | 83.891                           | 4,4       | –    |         |
| Partito Pensiero Azione                          | Gianfranco Miccichè     | 312.112   | 15,4 | 959                              | 0,1       | –    |         |
| ↳ Gesamt                                         | Gianfranco Miccichè     | 312.112   | 15,4 | 382.890                          | 20,0      | 14   |         |
|                                                  | Giovanna Marano         | 122.633   | 6,1  | Italia dei Valori                | 67.738    | 3,5  | –       |
| Claudio Fava Presidente (SEL – PRC – PdCI – FdV) | Giovanna Marano         | 122.633   | 6,1  | 58.753                           | 3,1       | –    |         |
| ↳ Gesamt                                         | Giovanna Marano         | 122.633   | 6,1  | 126.491                          | 6,6       | –    |         |
|                                                  | Mariano Ferro           | 31.390    | 1,6  | Il Popolo de I Forconi           | 23.965    | 1,3  | –       |
|                                                  | Cateno De Luca          | 25.058    | 1,2  | Rivoluzione Siciliana            | 22.422    | 1,2  | –       |
|                                                  | Gaspare Sturzo          | 19.248    | 1,0  | Sturzo Presidente                | 14.929    | 0,8  | –       |
|                                                  | Giacomo Di Leo          | 4.495     | 0,2  | Partito Comunista dei Lavoratori | 2.031     | 0,1  | –       |
|                                                  | Lucia Pinsone           | 3.659     | 0,2  | Volontari per l’Italia           | 2.278     | 0,1  | –       |
| Gesamt                                           | Gesamt                  | 2.024.696 | 100  |                                  | 1.915.689 | 100  | 90      |